# Миронівський
Миро́нівський — селище Світлодарської міської громади Бахмутського району Донецької області, Україна. Розташоване на правому березі Миронівського водосховища. створеного на гирлі річки Лугань притоки Сіверського дінця. З 23 травня 2022 року селище окуповане російськими загарбниками.

## Назва

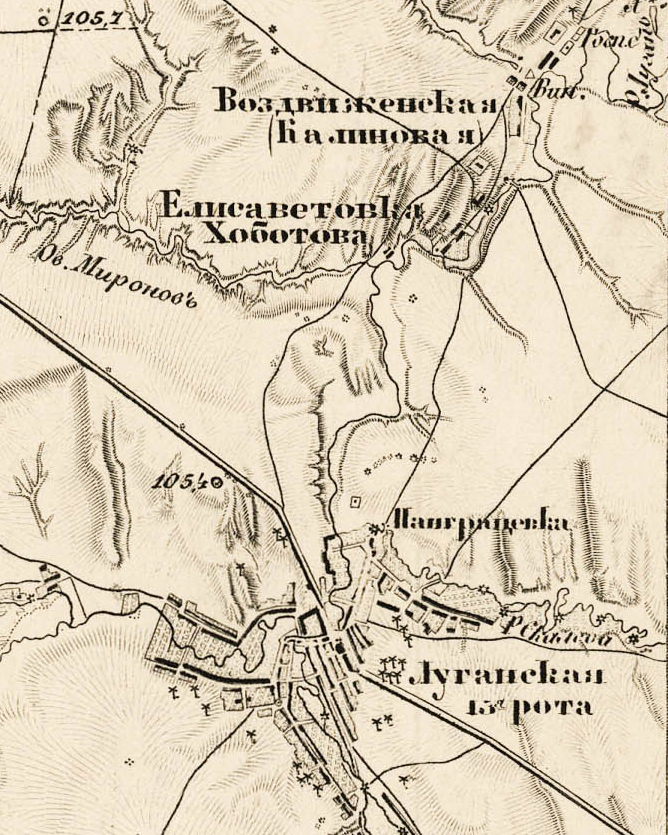
«овраг Мироновъ» 1879 рік

Точна версія походження назви селища в джерелах не вказана. Існує припущення, що назва селища походить від хутора який був на місці заснування селища, а назва хутора походить від прізвища першого поселенця. Можливо першим поселенцем був Мирон Смикайло, який заснував корчму в тій місцині. Однак відомо, що вказаний хутір розташовується на лівому березі Миронівського водосховища де зараз існує село Миронівка (Бахмутський район). На карті Шуберта 1879 року біля сучасних населених пунктів Воздвиженка (на карті Воздвиженская (Калиново)) та Миронівка позначено «овраг Мироновъ».
З 1951 року по 1952 рік назва селища — Краснолуганське.
З 1953 року — отримує статус селища міського типу — смт. Миронівський.

## Географія
Селище розташоване в північно-східній частині Донецької області, на плато Донецького кряжу, в 30 км на південий-схід від районного центру м. Бахмут, межує з селищем Луганське. Відстань від найближчих залізничних станцій: ст. Роти — 7 км, ст. Дебальцево — 19 км. Розташоване на правому березі Миронівського водосховища. створеного на гирлі річки Лугань притоки Сіверського дінця. В 1.5 км на північ від селища розташована Миронівська ТЕС.

## Історія
Історичною датою заснування селища Миронівський прийнято вважати 1950 рік. Заснування селища пов'язано с початком будівництва Миронівської ТЕС в 1949 році та створення Миронівського водосховища в 1950 році.
До 1962 року — у складі Артемівського району. З 1962 року по 2014 рік — підпорядковувалося Дебальцівський міській раді. З 2015 року — у складі Бахмутського (до 2016 року — Артемівського) району.

## Новітня історія
11 травня 2014 року, в Будинку культури селища Миронівський був проведений «псведореферендум» щодо визнання псевдорепубліки «ДНР» під контролем незаконних збройних формувань. Перед цим 7 травня 2014 року головою селищної ради Костоглодовим Ігорем Дмитровичем було скликано 60-ту позачергову сессію Миронівскої селищної ради Бахмутського району, на порядок денний якої було винесено питання про надання приміщення Миронівського будинку культури) для проведення «референдуму».
22 січня 2015 року в селищі Миронівському внаслідок обстрілу бойовиками вбито 2 мирних мешканців — чоловіка і жінку. 18 лютого 2015-го під Миронівським смертельних поранень зазнав старший солдат 25-го полку матзабезпечення Віталій Порфир'єв.
В 2019 році Артемівський міський суд визнав селищного голову Костоглодова Ігоря Дмитровича (обраний на посаду в 2010 році) винним у вчинені кримінального правопорушення (посягання на територіальну цілісність та недоторканість України) та призначив покарання у вигляді 6 років тримання за ґратами. Розслідування встановило, що в травні 2014 року голова селища, використовуючи свій службовий стан сприяв проведенню на території смт. Миронівський незаконного референдуму щодо визнання легітимності так званої «ДНР». Перед референдумом він вніс на порядок денний питання про надання приміщення комунальної власності (Миронівського будинку культури) для проведення «референдуму» та особисто проголосував «за».
в 2021 році до 3 років за статтею «Посягання на територіальну цілісність та недоторканість України» був засуджений депутат Миронівської селищної ради Сергій Іванішин, який 7 травня 2014 року брав участь у засідання сесії Миронівської селищної ради та проголосував «за» виділення приміщення для проведення псевдорефрендуму. Свою провину він не визнав.
В 2024 році до 2 років умовно за ч.1 ст. 110 УК Украины засуджено депутатку Миронівської селищної ради Вікторію Олейник 7 травня 2014 року вона взяла участь в 60-й позачерговій сесії Миронівскої селищної ради Бахмутського району, та проголосувала «за» проведення в селищі Миронівський псевдореферендуму про «визнання ДНР». Депутатка визнала свою провину.
19 лютого 2022 року Внаслідок обстрілу терористів капітан Сидоров Антон Олегович загинув від осколкового поранення в голову.

## Населення
| Рік  | Кількість мешканців |
| ---- | ------------------- |
| 1959 | 5196                |
| 1970 | 9526                |
| 1979 | 8815                |
| 1987 | 9600                |
| 1989 | 9727                |
| 1992 | 10100               |
| 1998 | 10200               |
| 2001 | 8784                |
| 2009 | 8180                |
| 2010 | 8142                |
| 2011 | 8146                |
| 2012 | 8104                |
| 2013 | 8045                |
| 2014 | 8027                |
| 2021 | 7331                |

### Мова
Розподіл населення за рідною мовою за даними перепису 2001 року:
| Мова            | Кількість | Відсоток |
| --------------- | --------- | -------- |
| російська       | 6283      | 66.82 %  |
| українська      | 3053      | 32.47 %  |
| білоруська      | 5         | 0.05 %   |
| вірменська      | 1         | 0.01 %   |
| румунська       | 1         | 0.01 %   |
| болгарська      | 1         | 0.01 %   |
| інші/не вказали | 59        | 0.63 %   |
| Усього          | 9403      | 100 %    |

За даними перепису 2001 року населення селища становило 9403 особи, із них 32,47 % зазначили рідною мову українську, 66,82 % — російську, 0,05 % — білоруську, 0,01 % — вірменську, молдовську та болгарську мови.

## Економіка
- Миронівська ТЕС (потужність — 550 тис. квт), введена в експлуатацію в 1953 році.
- Завод залізобетонних конструкцій ПрАТ «Бетон Нова», заснований в 1957 році.
- Миронівське рибне господарство. Засновано в 1961 році.[4][16]
- Миронівський хлібозавод (хлібокомбінат). Заснований в 1950-х роках.[17] Не працює з 2000-х років.[18]

## Соціальна сфера

### Освіта[19]

#### Заклади дошкільної освіти
- Дошкільний навчальний заклад № 7 " Теремок " Світлодарської міської військово-цивільної адміністрації Бахмутського району Донецької області

#### Загальноосвітні школи
- Миронівська загальноосвітня школа І-ІІІ ступенів № 1 Світлодарської міської військово-цивільної адміністрації Бахмутського району Донецької області. (Раніше ЗОШ № 10).
- Миронівська загальноосвітня школа І-ІІІ ступенів № 2 Світлодарської міської військово-цивільної адміністрації Бахмутського району Донецької області (Раніше ЗОШ № 9).

#### Школи-інтернати
- Миронівська загальноосвітня школа-інтернат I—II ступенів Дебальцівскої міської ради (не працює з 2015 року).[20]

#### Заклад професійно-технічної освіти
- Дебальцівське професійно-технічне училище селища Миронівський (не працює з 2017 року)[21]

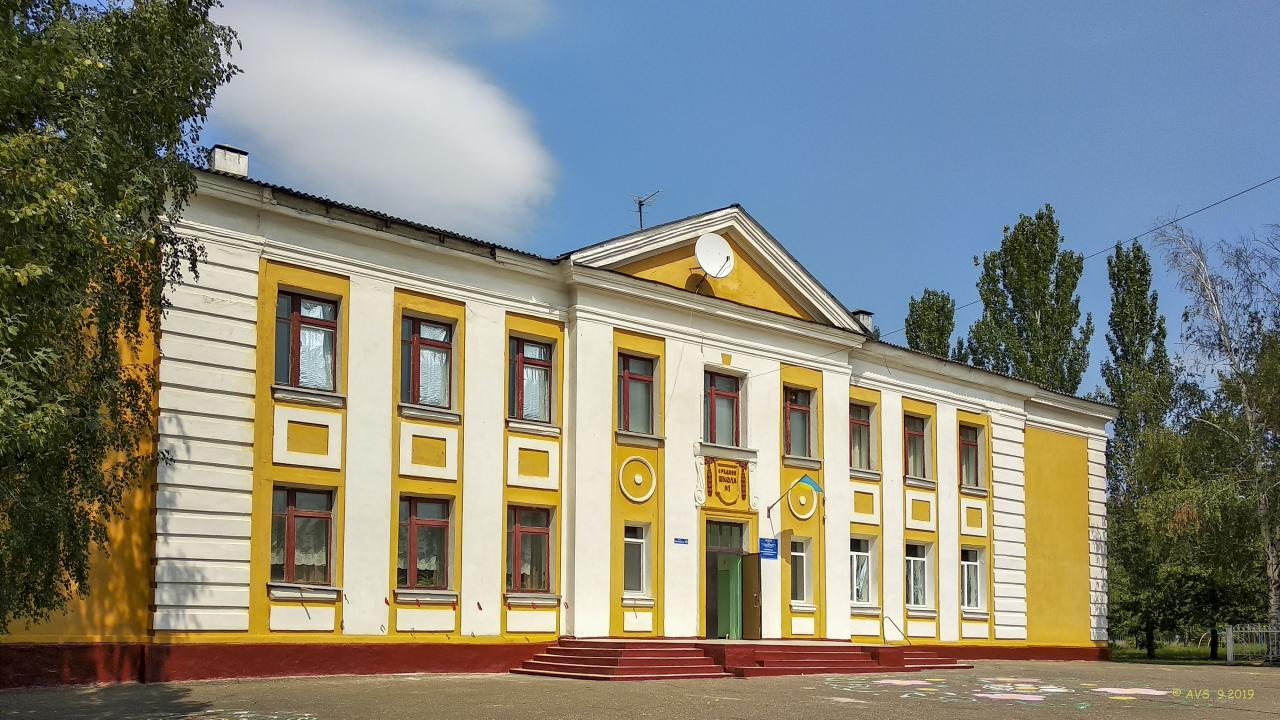
Миронівська загальноосвітня школа І-ІІІ ступенів №1 Світлодарської міської військово-цивільної адміністрації Бахмутського району Донецької області. (Раніше ЗОШ №10)
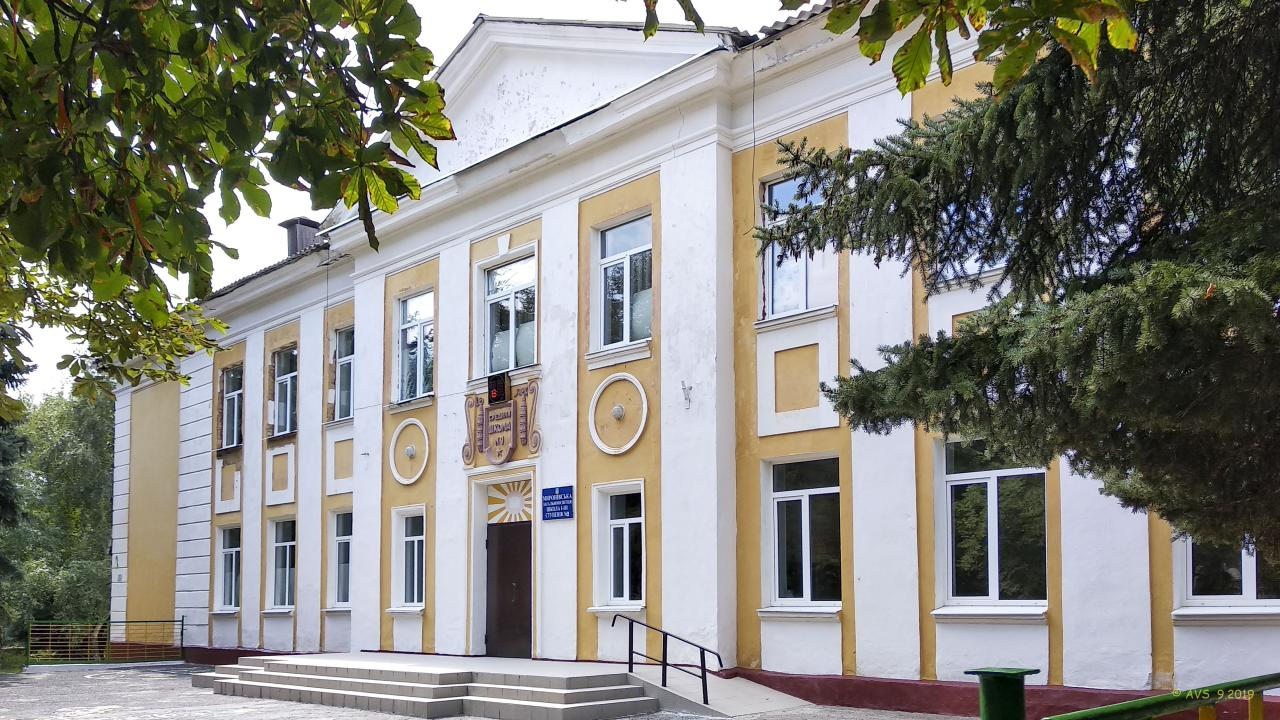
Миронівська загальноосвітня школа І-ІІІ ступенів № 2 Світлодарської міської військово-цивільної адміністрації Бахмутського району Донецької області (Раніше ЗОШ №9)

### Охорона здоров'я
- Миронівська міська лікарня. Заснована з моменту будівництва селища в 1950х роках. На окремій території закладу знаходятся декілька окремих будівль лікарні. Мала в складі стацонарні відділення (терапевтичне, гінекологічне, травматологічне, пологове), поліклінніку, фізіотерапевтичне відділення. В 2010 роках — в результаті оптимізації, закриті стацонарні відділення, заклад претворений на Дебальцівську поліклінніку смт. Миронівський. В 2014—2015 роках на базі лікарні діяв медичний сортувальний пункт який надавав допомогу пораненим військовослужбовцям ЗСУ[22] З 2015 року як поліклінічне відділення № 2 в складі КЗ «Світлодарська міська лікарня». З 2019 року рішенням місцевої влади та головного лікаря з причин недостатнього навантаження лікарів та економічної доцільності Поліклінічне відділення № 2 закриваєтся.[23] На території лікрані залишаєтся амбулаторія сімейної медицини та підстанції швидкої допомоги.
- Миронівська амбулаторія сімейної медицини КНП «Центр первинної медико-санітарної допомоги Бахмутської районної ради»[24]
- Підстанція екстренної медичної допомоги

### Культура
- Миронівський селищний палац культури (раніше палац культури Миронівської ТЕС). Працює з січня 1955 року[25]
- Селищна бібліотека
- ПСМНЗ «Миронівська музична школа»[26]
- Молодіжний центр «Вітер змін»[27]

### Спорт
- Відділення з дзюдо комунального позашкільного навчального закладу «Обласна спеціалізована дитячо-юнацька спортивна школа олімпійського резерву з видів боротьби». Працює з 2002 року, спочатку — у Будинку культури, а з 2014-го — у приміщенні школи-інтернату. В 2019 році проведено капітальний ремон спортивного залу Управлінням Верховного комісара Організації Об'єднаних Націй у справах біженців (УВКБ ООН)[28] Вихованиця секції — Яна Шевченко, чемпіонка Європи з дзюдо та сумо[29]
- Селищний стадіон. Має футбольні поля, баскетбольний майданчик, бігову доріжку. На стадіоні до 2012 року проводилися етапи першості Донецької області по футболу серед аматорский команд (участь брала команда Миронівської ТЕС).та інші змагання.[30]

### Пошта та зв'язок
- Відділення Укрпошти, індекс — 84791, адреса — вул. Миру, 16, селище Миронівський, Бахмутський р-н, Донецька обл.[31]
- Відділення Нової пошти № 1, адреса — вул. Донецька 19, селище Миронівський, Бахмутський р-н, Донецька обл.
- Відділення зв'язку Укртелекому.

### Транспорте сполучення
До 2014 року в селищі діяла автостанція, з якої відправлялись автобуси приміського сполучення (на Світлодарськ, Дебальцеве) та міжміського сполучення — на Артемівськ (через Луганське, Клинове), Донецьк (через Горлівку або Єнакієве), Горлівку (через Новолуганське, Гольмівський, Травневе), Попасну (через Троїцьке).
Автобусне сполучення з селищем було відновлено в 2016 році за рахунок рейсового автобуса Бахмут — Світлодарськ (через селище Миронівський) та соціального автобуса (маршрут: с. Відродження — с. Роти — с. Криничне — хутір Миронівка — с. Воздвиженка — с. Миронівське — м. Бахмут)
Окремо від рейсових автобусів, здійснювався підвоз працівників підприємств за маршрутами:
- Миронівська ТЕС — селище Миронівський — селище Луганське — місто Світлодарськ (транспортом Миронівської ТЕС).
- Вуглегірська ТЕС — місто Світлодарськ — селище Луганське — селище Миронівський (транспортом Вуглегірської ТЕС).
- Вуглегірська ТЕС — селище Луганське (через центральну частину) — селище Миронівський (транспортом Вуглегірської ТЕС).
- Миронівський ЗЗБК — селище Миронівський — місто Світлодарськ через селище Луганське (транспортом Миронівського ЗЗБК).
- ПрАТ «Бахмутський аграрний союз» — селище Новолуганське — місто Світлодарськ — селище Луганське — селище Миронівський (транспортом ПрАТ «Бахмутський аграрний союз»).

## Пам'ятники
- Братська могила радянських воїнів Південного фронту та мирних мешканців. Дата захоронення — 4 вересня 1943 року. Могила була перезахоронена (у зв'язку з будівництвом одного з каналів-охолоджувачів Миронівської ТЕС) з території селищного кладовища та створений новий меморіал в 1966 році. Реконструкція в 1983 році. Матеріал — Залізобетон. Скульптура: 4,6 м Постамент: 0,53 м. Номер і дата рішення про взяття на держоблік — 17.12.1969 р. № 724.[34] Великий вклад у встановлені імен загинувших войнів та жителів вніс місцевий учитель-історії, дослідник, ветеран Другої Свтіової війни — Кічик Анастас Георгійович.

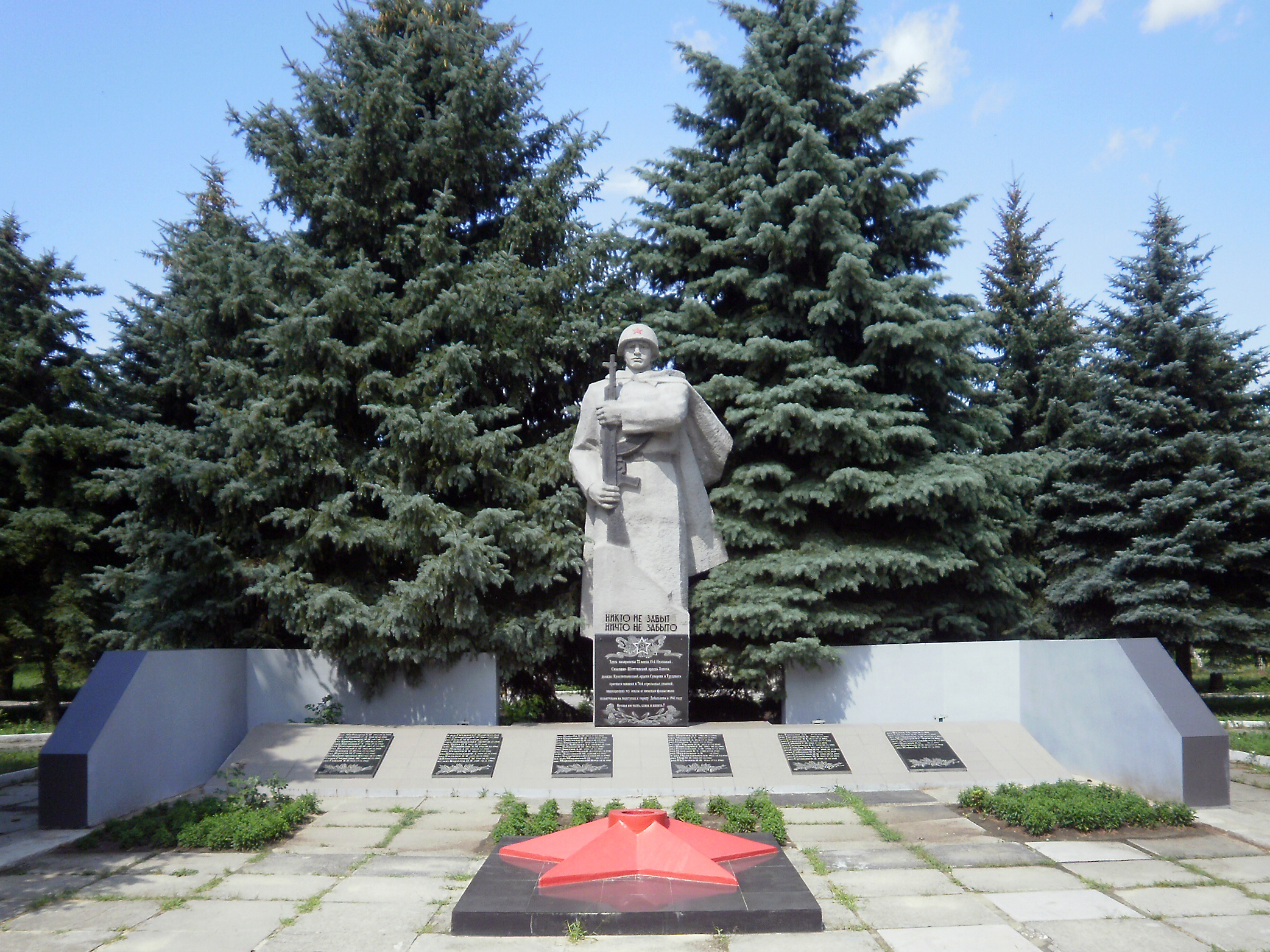
Братська могила радянських воїнів Південного фронту та мирних мешканців (1943 рік) |  | Це фотографія пам'ятки культурної спадщини в Україні. Номер у каталозі ГО «Вікімедіа Україна»: 14-209-0087 |

## Релігія
- Храм великомученика Дмитрія Солунського УЦП МП. Створений в будівлі колишнього кінотеатру в 2000 році.[35]
- Молитовні будинки євангелістів християн-баптистів і християн церкви «Слово життя».[4]

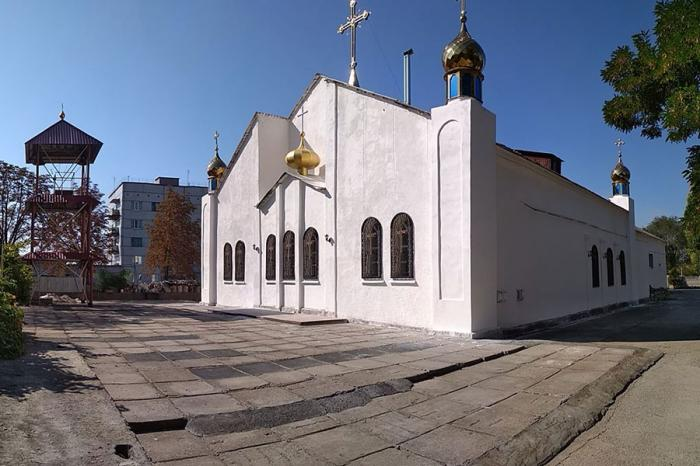
Храм великомученика Дмитра Солунського селище Миронівський

## Переіменування вулиць
В рамках процесу декомунізації затвердженої Законом України «Про засудження комуністичного та націонал-соціалістичного тоталітарних режимів та заборону використання їх символіки», в селищі перейменовані наступні вулиці:
| Стара назва        | Нова назва         |
| ------------------ | ------------------ |
| вул. Октябрьська   | вул. Будівельників |
| вул. Советська     | вул. Заводська     |
| вул. Чапаєва       | вул. Квартальна    |
| вул. Леніна        | вул. Миру          |
| вул. Комсомольська | вул. Молодіжна     |
| вул. Постишева     | вул. Рєчна         |
| вул. Калініна      | вул. Соборна       |
| вул. Тельмана      | вул. Центральна    |
| вул. Артема        | вул. Шкільна       |

| Стара назва        | Нова назва        |
| ------------------ | ----------------- |
| Вулиця 1 Мая       | Вулиця Привітна   |
| Вулиця Ватутіна    | Вулиця Кобзаря    |
| Вулиця Кошового О. | Вулиця Свободи    |
| Вулиця Матросова   | Вулиця Весела     |
| Провулок Лєсной    | Провулок Лісовий  |
| Провулок Солнєчний | Провулок Сонячний |
| Вулиця Рєчна       | Вулиця Річкова    |

## Відомі мешканці
- Кічик Анастас Георгійович (1926—2019) — учасник Другої світової війни, орденоносець, автор сборників поезії та прози, дослідник Голодомору 1932—1933 років[38].

## Галерея

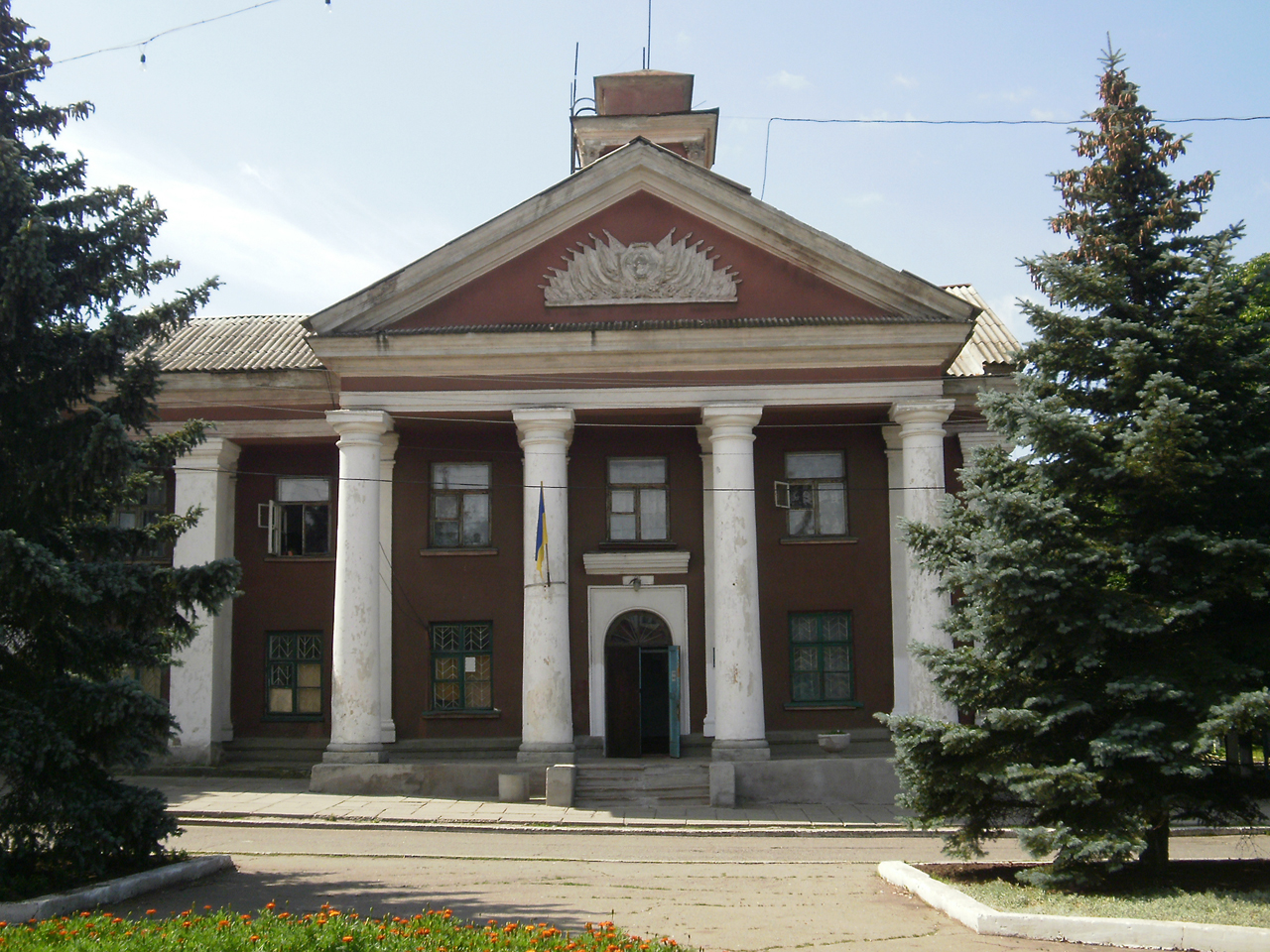
Адміністрація селища 2010 рік
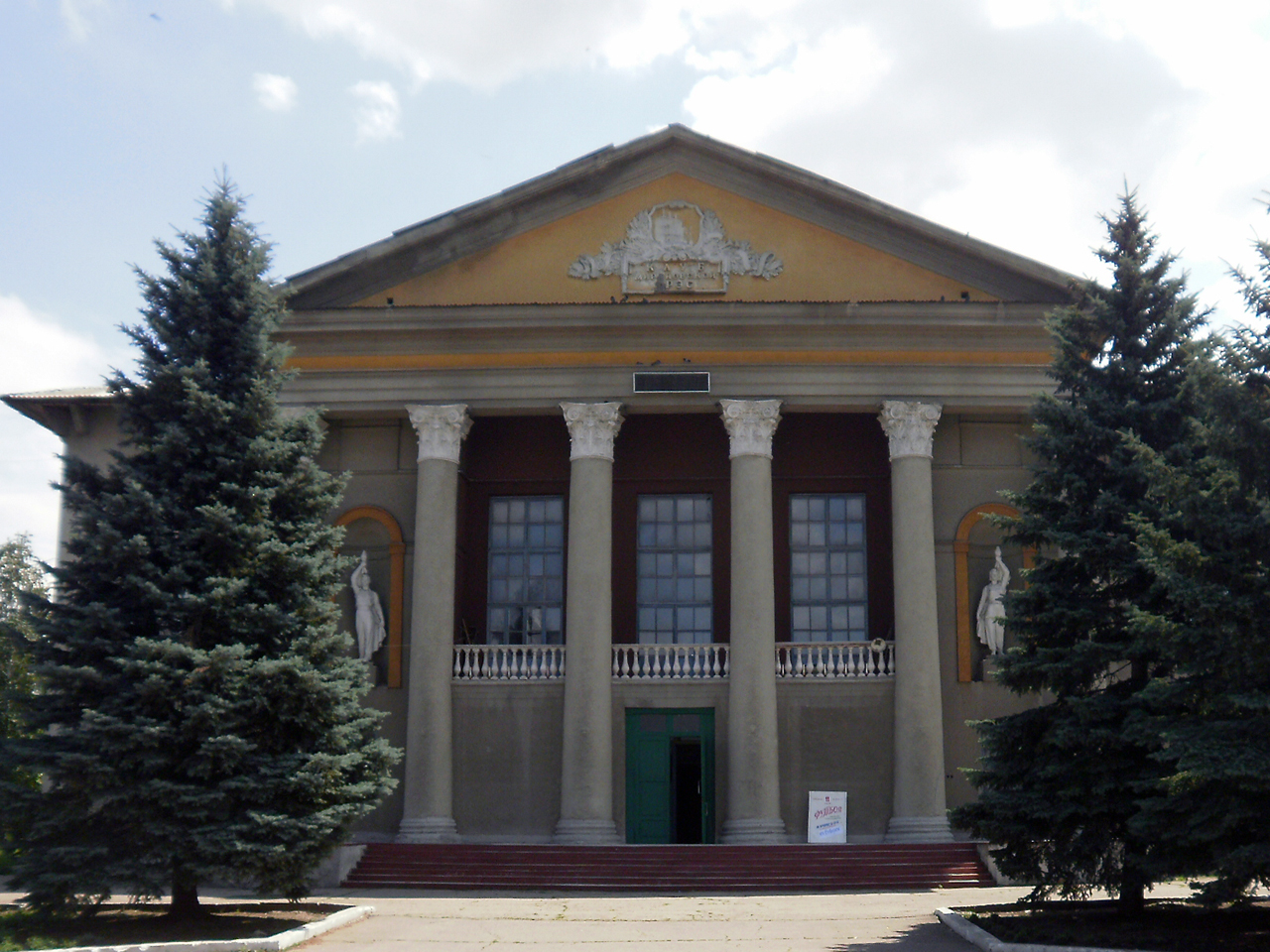
Миронівський селищний палац культури (раніше палац культури Миронівської ТЕС)
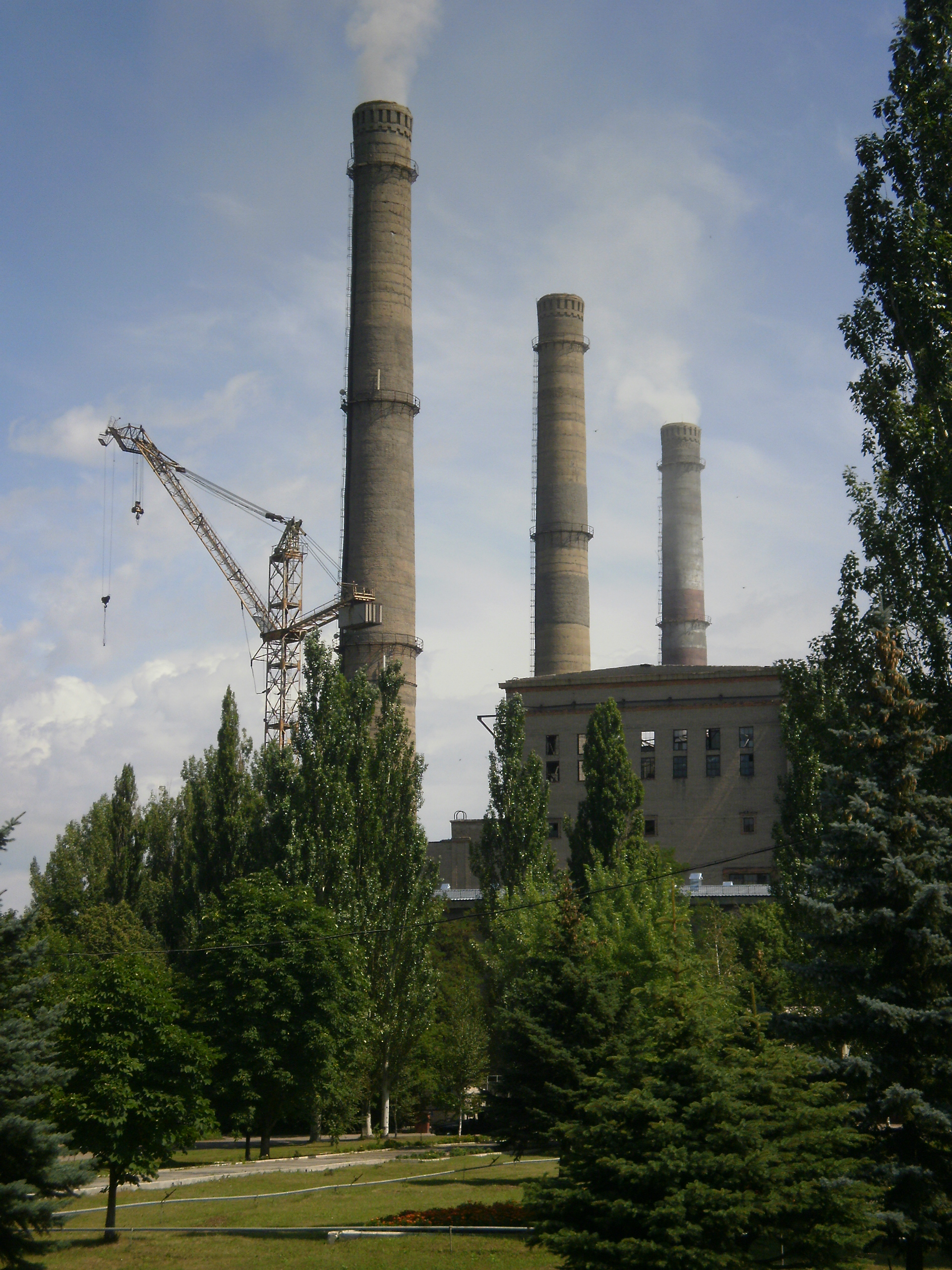
Миронівська ТЕС
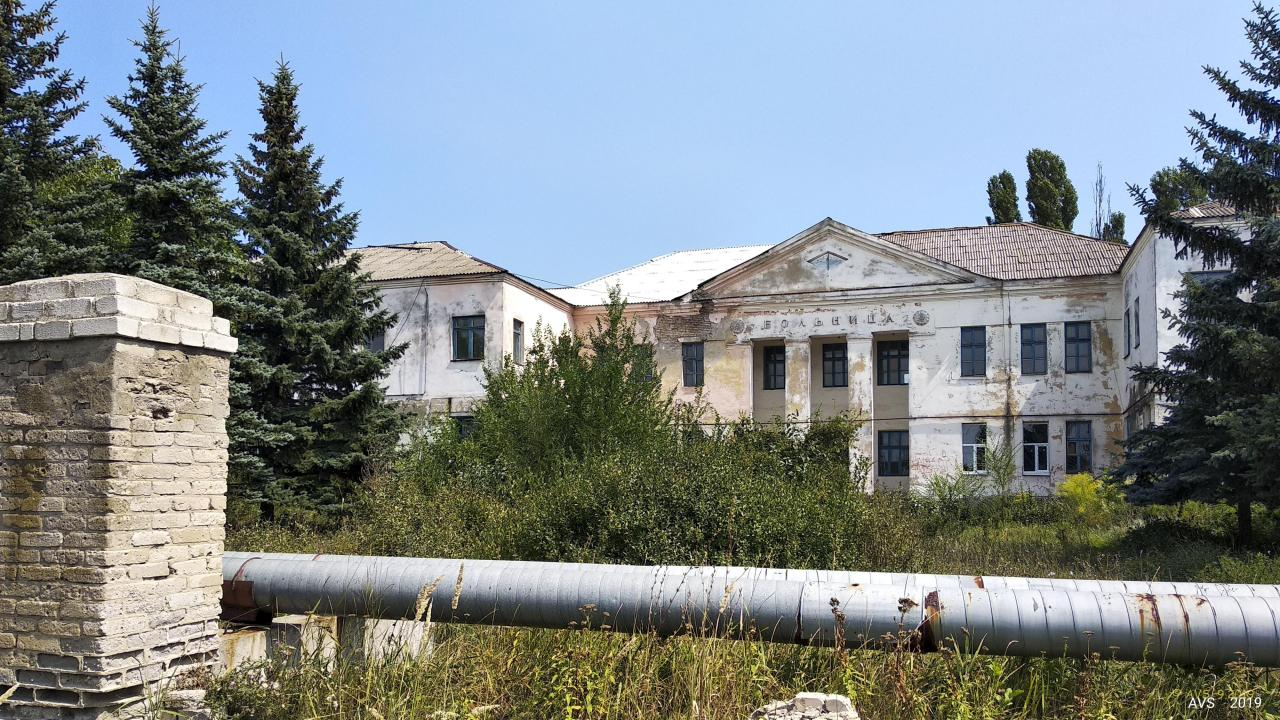
Лікарня селище Миронівський